# Downary-Plac
Downary-Plac (em polonês/polaco: Downary-Plac; transl. Downary-Plac) é uma vila localizada no distrito administrativo de comuna de Goniąd, no condado de  Mońki, na voivodia da Podláquia, no nordeste da Polônia. Está aproximadamente 7 quilômetros a sudoeste de Goniądz, 7 quilômetros a oeste de Mońki e 48 quilômetros a sul da capital regional, Białystok.